# Густаво Тіберті
Густаво Тіберті (ісп. Gustavo Tiberti; нар. 11 грудня 1959) — колишній аргентинський тенісист.
Найвищу одиночну позицію світового рейтингу — 130 місце досяг 22 грудня 1980, парну — 67 місце — 8 грудня 1986 року.
Найвищим досягненням на турнірах Великого шолома було 3 коло в парному розряді.

## Фінали Гран-прі за кар'єру

### Парний розряд: 2 (0–2)
| Результат | W-L | Дата     | Турнір                  | Покриття | Партнер      | Суперники                    | Рахунок       |
| --------- | --- | -------- | ----------------------- | -------- | ------------ | ---------------------------- | ------------- |
| Поразка   | 0–1 | Вер 1986 | Женева, Швейцарія       | Ґрунт    | Ґуставо Луса | Андреас Маурер Єрґен Віндаль | 4–6, 6–3, 4–6 |
| Поразка   | 0–2 | Лис 1986 | Буенос-Айрес, Аргентина | Ґрунт    | Ґуставо Луса | Луї Курто Горст Скофф        | 6–3, 4–6, 3–6 |

## Титули на челленджерах

### Парний розряд: (3)
| Ранг | Рік  | Турнір                 | Покриття | Партнер         | Суперники                        | Рахунок       |
| ---- | ---- | ---------------------- | -------- | --------------- | -------------------------------- | ------------- |
| 1.   | 1984 | Вінья-дель-Мар, Чилі   | Ґрунт    | Карлос Гаттікер | Ганс Гільдемайстер Белус Прахокс | 6–4, 5–7, 6–3 |
| 2.   | 1986 | Вінья-дель-Мар, Чилі   | Ґрунт    | Ґуставо Луса    | Крейґ Кемпбелл Карлос Ді Лаура   | 6–1, 6–2      |
| 3.   | 1986 | Порту-Алегрі, Бразилія | Ґрунт    | Ґуставо Луса    | Жуліо Гоес Ней Келлер            | 6–3, 6–3      |